# Nogent-le-Rotrou
Nogent-le-Rotrou is een gemeente in het Franse departement Eure-et-Loir (regio Centre-Val de Loire). De gemeente telde 9.305 inwoners op 1 januari 2022. De plaats is de onderprefectuur van het arrondissement Nogent-le-Rotrou.
Het bekendste monument van het dorp is het Château Saint Jean. In Nogent-le-Rotrou bevindt zich verder de tombe van Maximilien de Béthune, hertog van Sully (1559-1641).

## Geschiedenis

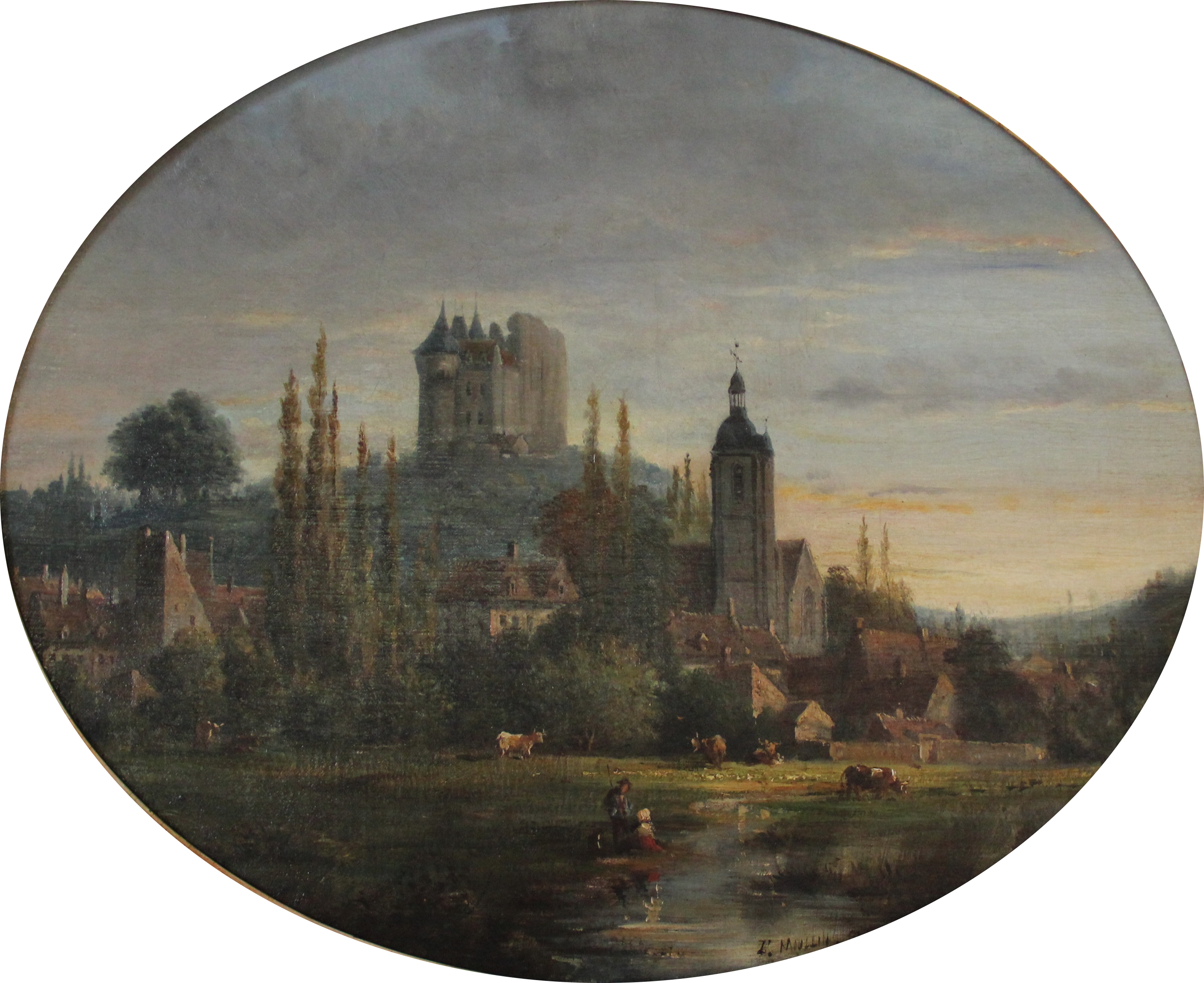
Schilderij van Louis Moullin (19e eeuw)

In de 10e eeuw werd op een rotsheuvel een primitieve burcht gebouwd om de vallei van de Huisne te bewaken. In de 11e eeuw werd deze burcht vervangen door een kasteel met een vierkanten donjon, twee poorten en zeven torens. Het was een residentie van de graven van de Perche. Het kasteel werd ingenomen en in brand gestoken tijdens de Honderdjarige Oorlog. Het werd daarna heropgebouwd.
In 1560 deed Lodewijk I van Bourbon-Condé een poging om het dorp te herdopen in Enghien-le-François, naar het Henegouwse Enghien in het huidige België. In 1689 zou dit zich herhalen met Montmorency. In geen van beide gevallen bleek de naamsverandering voor het dorp duurzaam. Nochtans ging de titel 'hertog van Enghien' meer dan 300 jaar mee in het huis Bourbon-Condé; de hertogelijke titel stond in relatie met Nogent-le-Rotrou en dus niet met Enghien in de Zuidelijke Nederlanden.
Na de Franse Revolutie diende het kasteel als gevangenis. In 1857 werd op het centrale plein van het dorp een standbeeld opgericht voor generaal Jules de Saint-Pol. Het werd in 1943 door de Duitse bezetter verwijderd.

## Geografie
Nogent-le-Rotrou ligt ten zuidwesten van Parijs, tussen Chartres en Le Mans. De Huisne, een zijrivier van de Sarthe, stroomt door de gemeente.
De oppervlakte van Nogent-le-Rotrou bedroeg op 1 januari 2022 23,49 vierkante kilometer; de bevolkingsdichtheid was toen 396,1 inwoners per km².
De onderstaande kaart toont de ligging van Nogent-le-Rotrou met de belangrijkste infrastructuur en aangrenzende gemeenten.

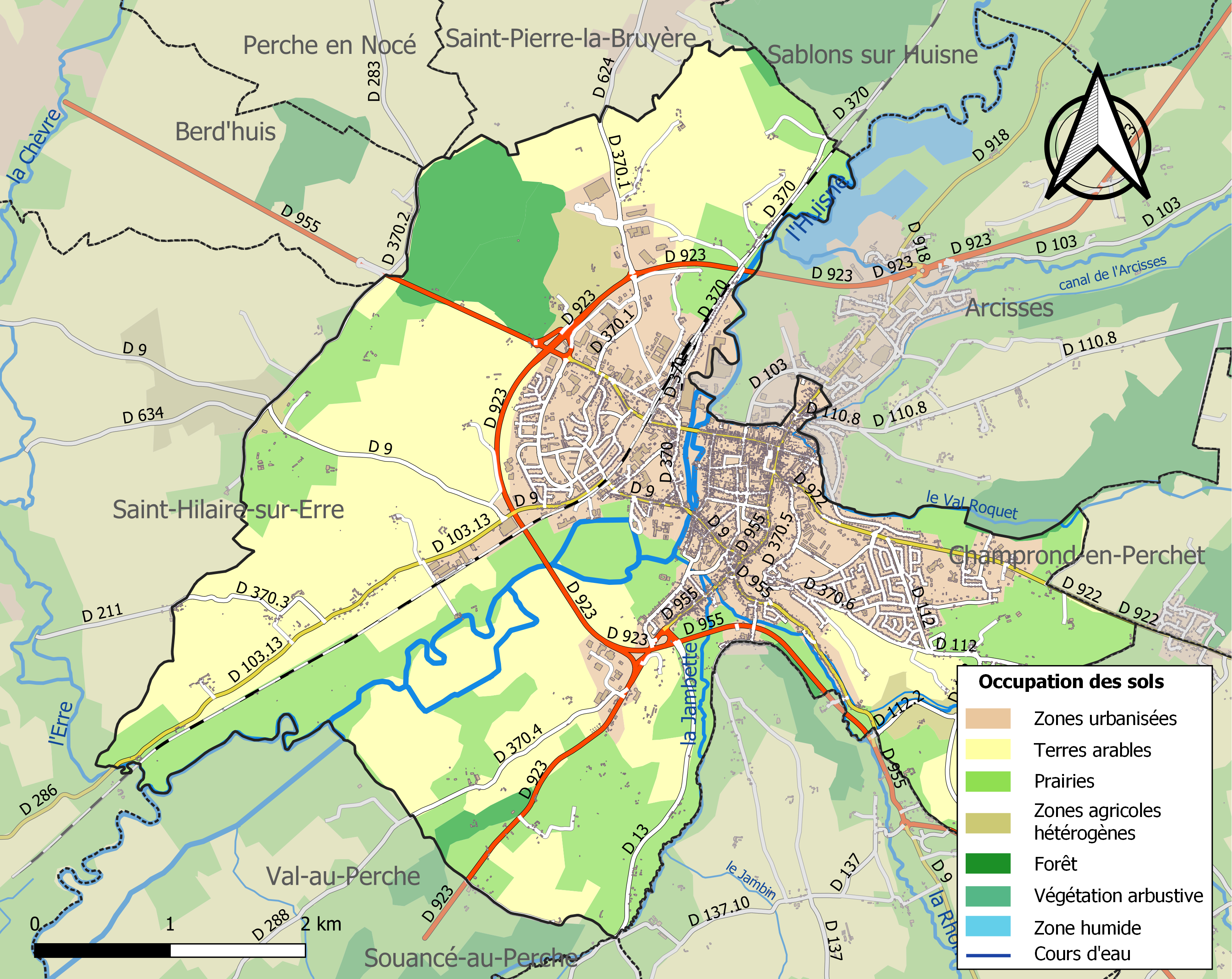

## Verkeer en vervoer
In de gemeente ligt spoorwegstation Nogent-le-Rotrou.

## Demografie
Onderstaande figuur toont het verloop van het inwonertal (bron: INSEE-tellingen).

## Bezienswaardigheden
Het voornaamste monument van de stad is het kasteel van de graven van de Perche, het kasteel Saint-Jean, met een romaanse donjon en een weermuur met zeven ronde torens. Het woongedeelte werd gebouwd in renaissancestijl. In het kasteel is het gemeentelijk museum ingericht over de geschiedenis van de Perche. Het museum bezit een onder andere collectie van 19e-eeuwe schilderijen.
- Kerk Saint-Hilaire. Deze kerk werd gebouwd in de 11e eeuw als eerste parochiekerk van Nogent. Ze kreeg een uitbreiding in de 15e en 16e eeuw.[5]
- Kerk Notre-Dame. De kerk werd gebouwd in de 12e eeuw als kapel van het hospitaal. De kerk kreeg twee zijbeuken in de 19e eeuw. Pronkstuk is een 17e-eeuwse polychrome beeldengroep die de geboorte van Christus uitbeeldt.[6] Achter de kerk bevindt zich de tombe van Maximilien de Béthune, hertog van Sully, en zijn echtgenote Rachel de Cochefilet. Hij was onder andere heer van Nogent. De witmarmeren beelden zijn deels het werk van Barthélemy Boudin.[7]
- Kerk Saint-Laurent. De kerk werd gebouwd in de 15e en 16e eeuw en bevat een levensgrote beeldengroep die de graflegging uitbeeldt.
- Orphée (1950), een standbeeld van de Franse surrealistisch beeldhouwer en schilder René Iché.

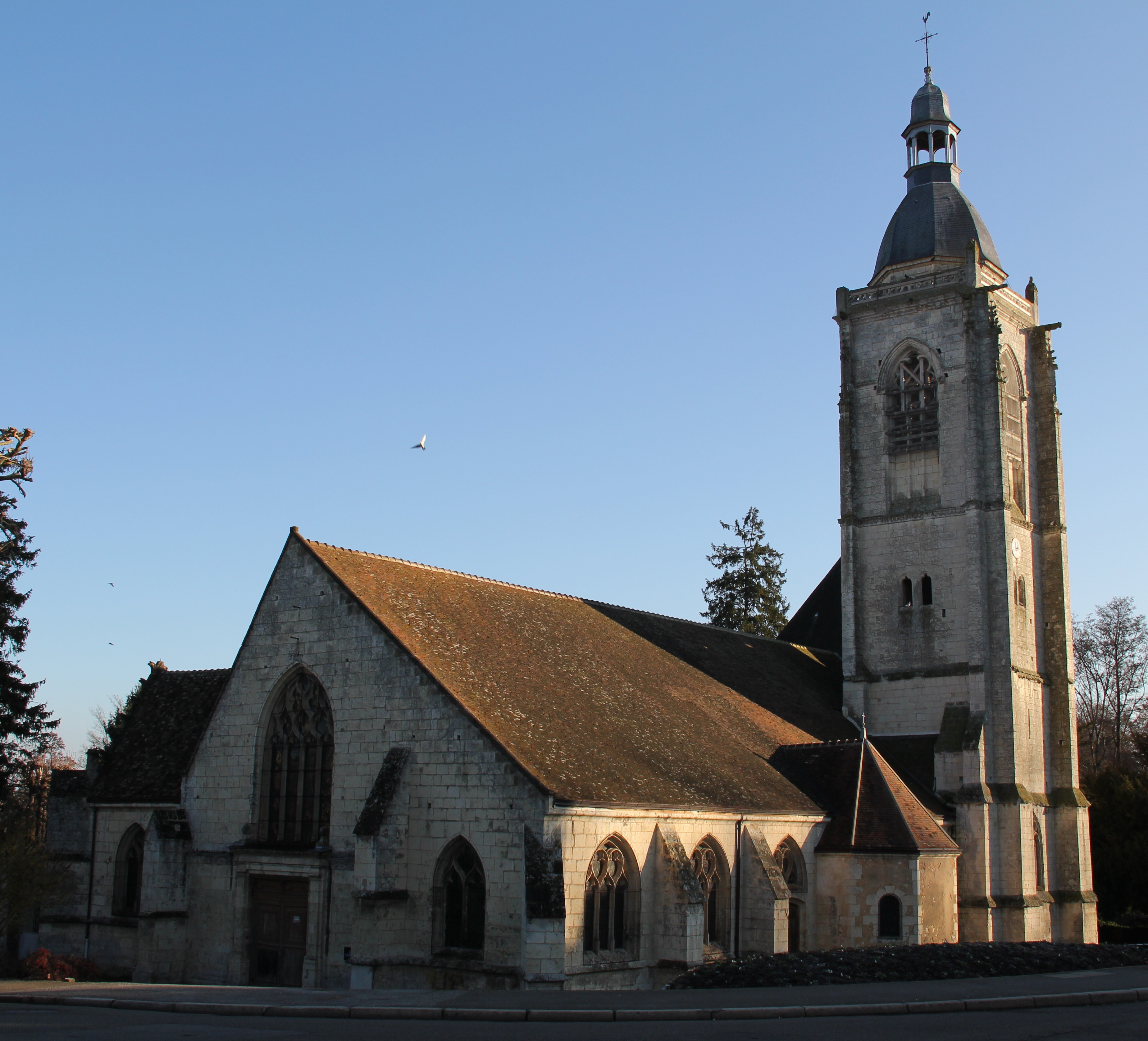
Kerk Saint-Hilaire
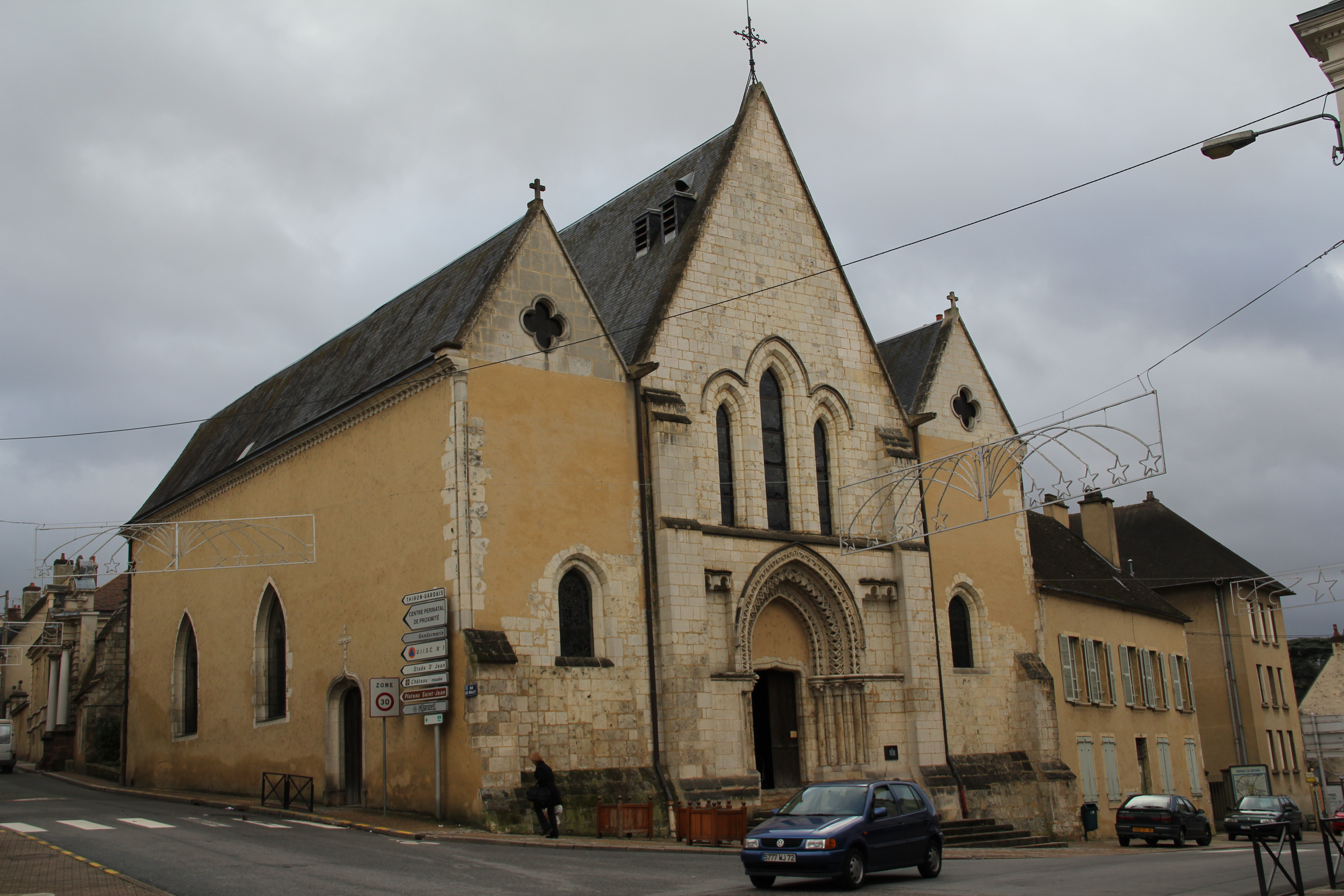
Kerk Notre-Dame
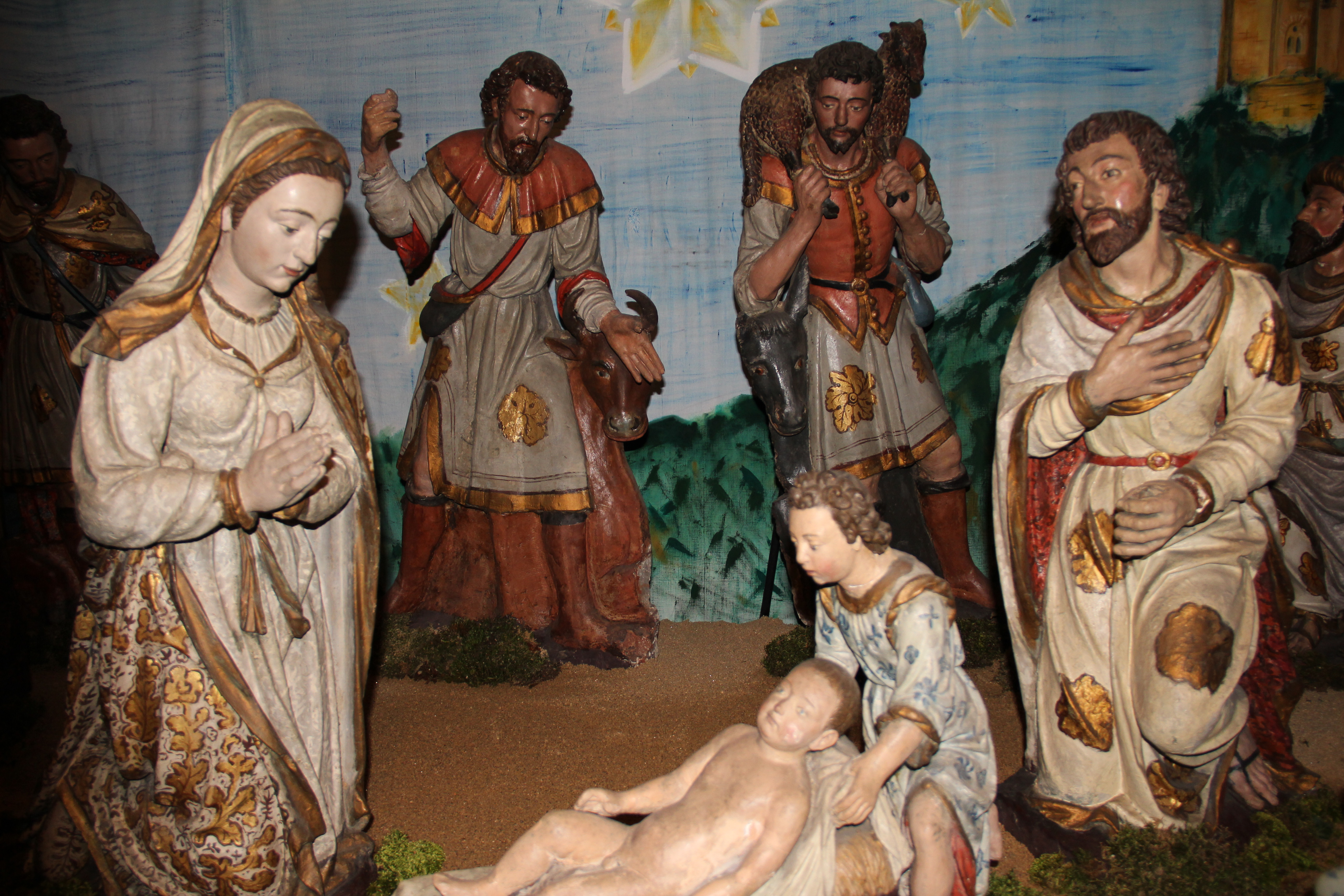
Beelden in de Notre-Dame
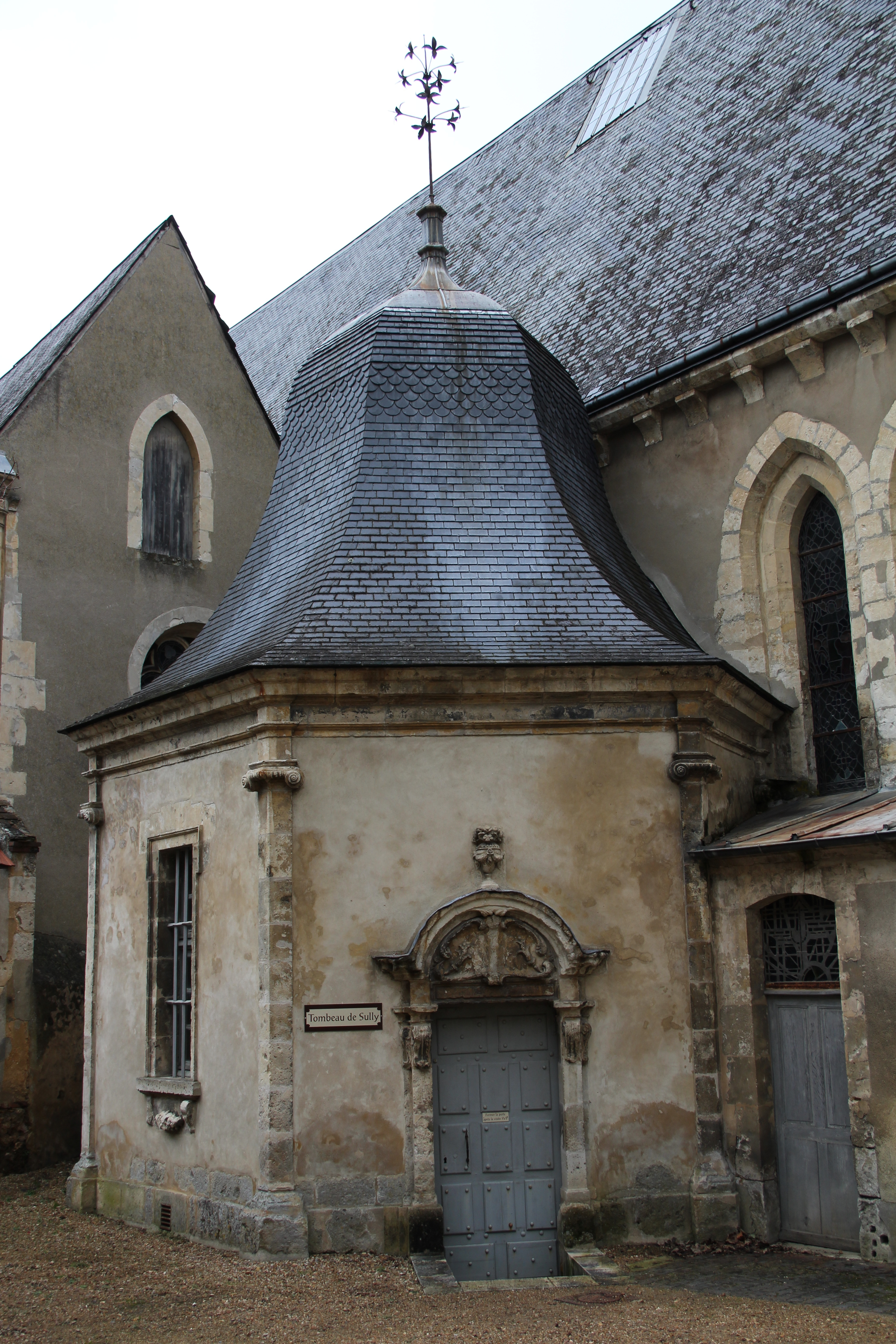
Tombe van Maximilien de Béthune, hertog van Sully
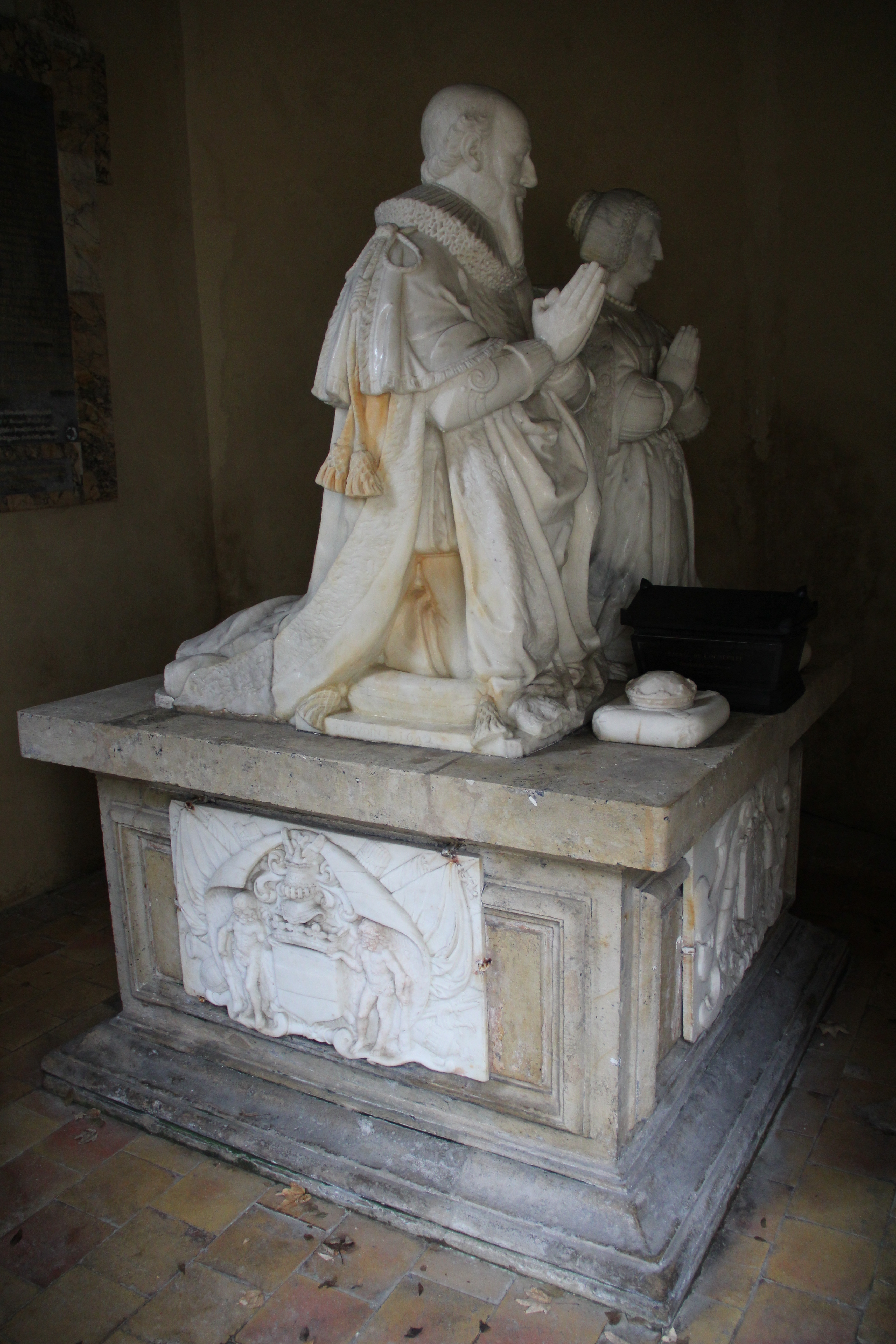
Beelden van Maximilien de Béthune en Rachel de Cochefilet
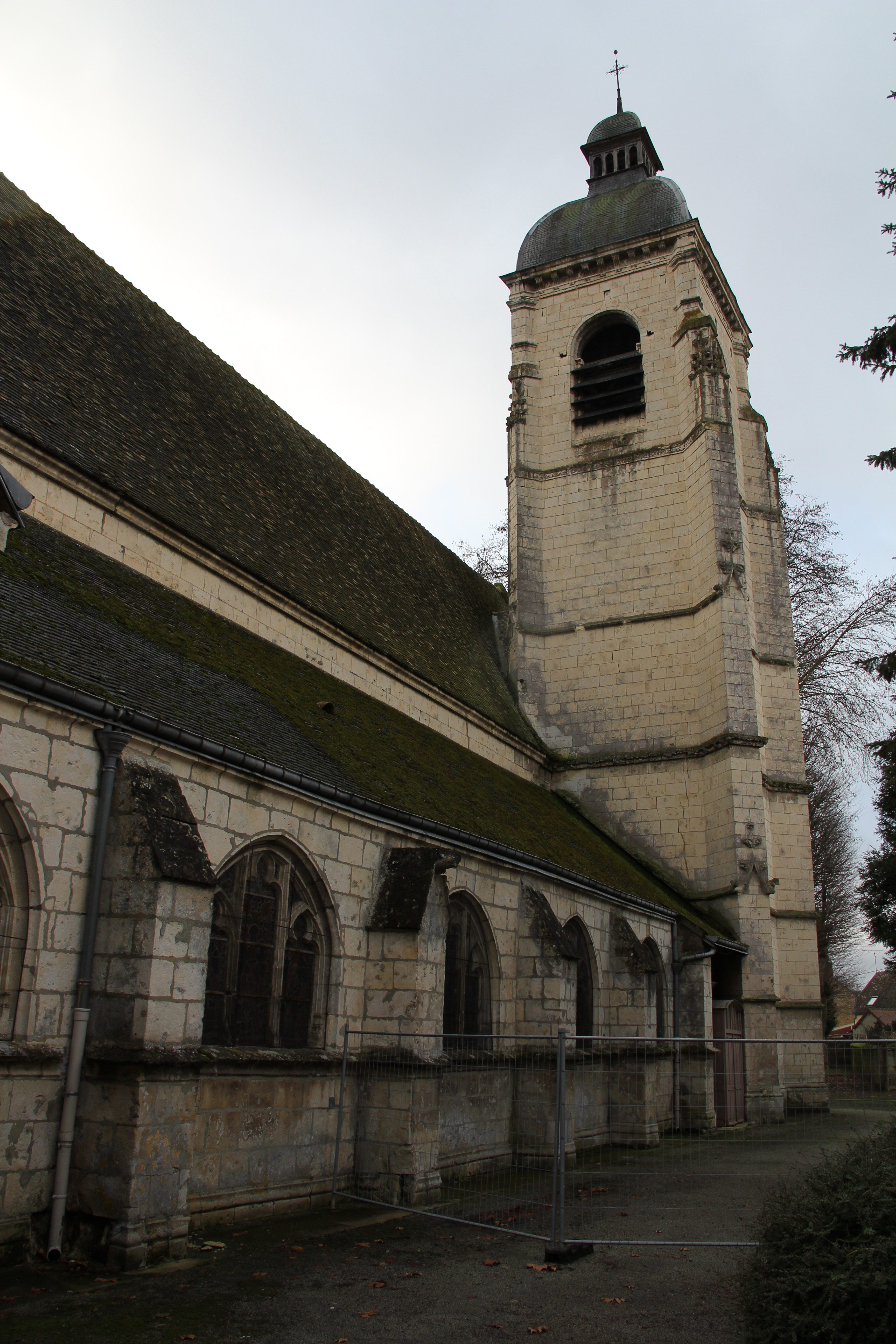
Kerk Saint-Laurent
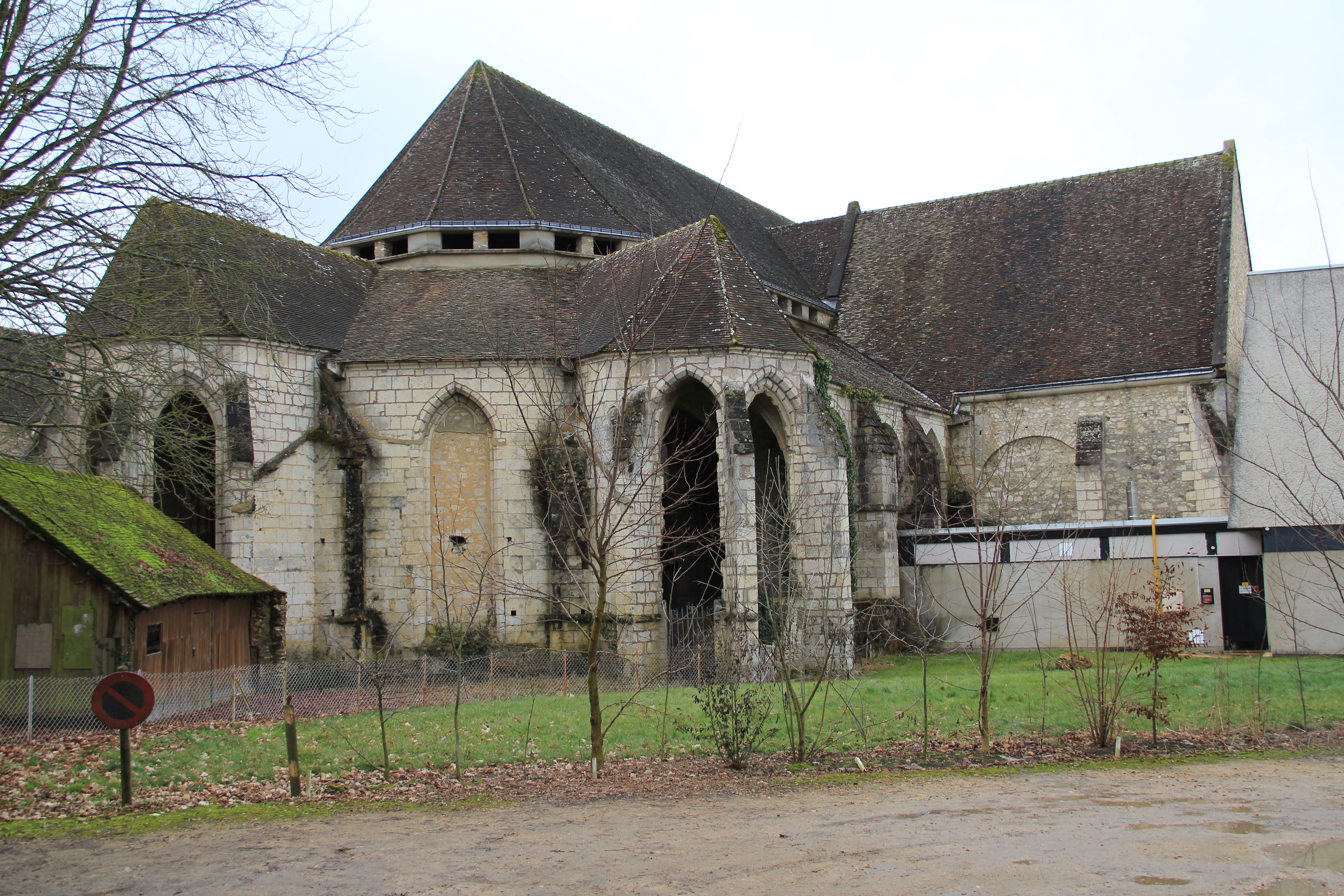
Voormalige abdij Saint-Denis
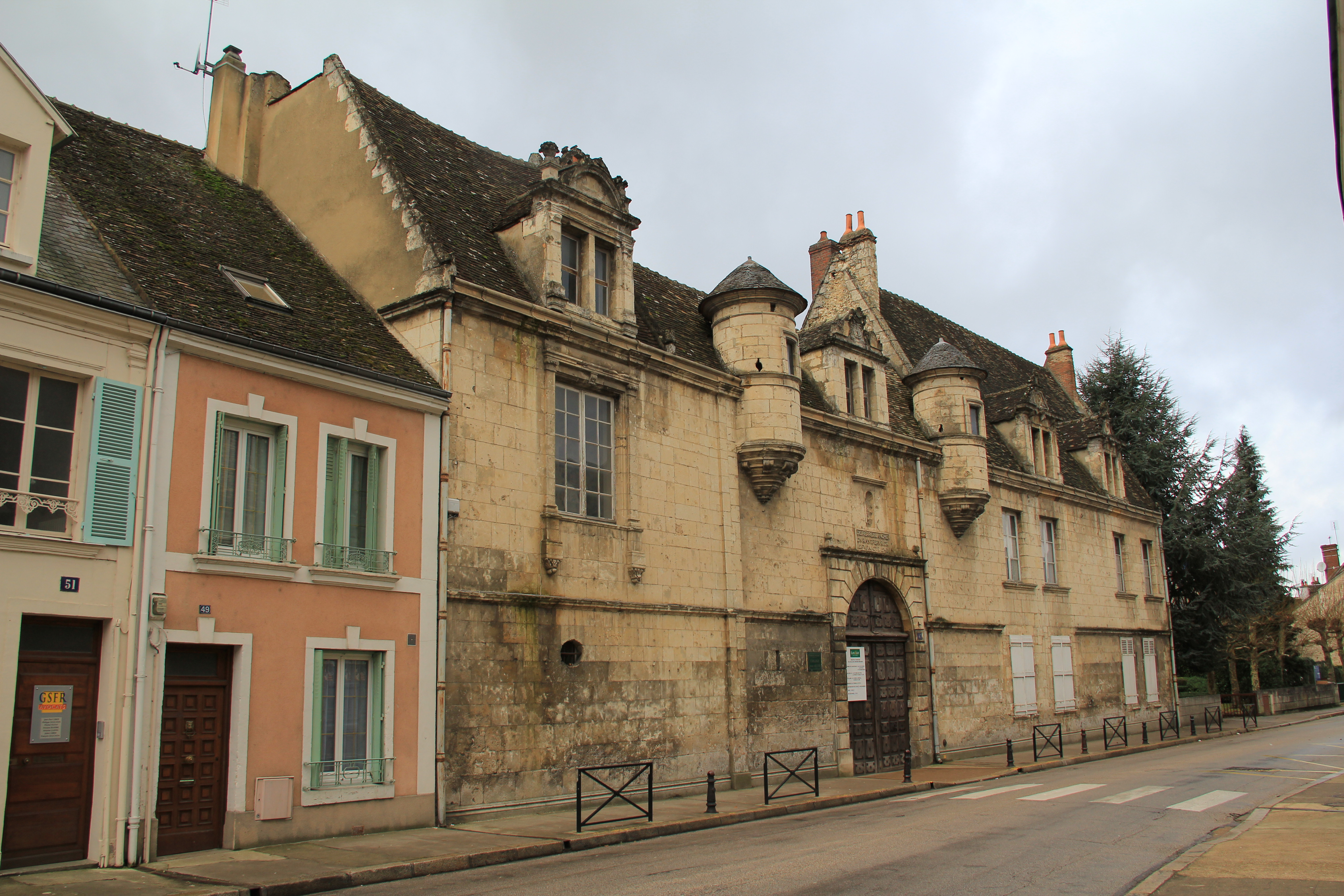
Maison du Bailli

## Bekende inwoners

### Geboren
- Remy Belleau (1528-1577), dichter
- Karel van Bourbon-Soissons (1566-1612), edelman in de Franse Godsdienstoorlogen
- Gustave Le Bon (1841-1931), socioloog en psycholoog
- Yoann Kowal (1987), atleet

### Overleden
- Charles-Joseph Pasquier (1882-1953), zanger, acteur en schrijver van drama’s